# Rebecca Watson
 (novembre 2018).
Si vous disposez d'ouvrages ou d'articles de référence ou si vous connaissez des sites web de qualité traitant du thème abordé ici, merci de compléter l'article en donnant les références utiles à sa vérifiabilité et en les liant à la section « Notes et références ».
Rebecca Kay Watson (18 octobre 1980 - ) est une blogueuse et une podcasteuse américaine.
Elle est la fondatrice du blog Skepchick et ancienne coanimatrice du podcast The Skeptics' Guide to the Universe.
Elle a également coorganisé le podcast Little Atoms.

## Carrière
Rebecca Watson a fondé le site Skepchick (en) en 2005, décrivant cela comme « une organisation dédiée à promouvoir le scepticisme et la pensée critique chez les femmes dans le monde ». À l'origine, le site était composé d'un forum et d'un magazine mensuel, Skepchick Magazine qui a été lancé le 15 janvier 2006.
En 2006, elle a publié The Skepchick Calendar, un calendrier pin-up avec des images de femmes sceptiques pour chaque mois. Ce produit a généré des profits qui ont permis de couvrir les frais de participation de plusieurs candidates à la réunion de la James Randi Educational Foundation.
Le 12 février 2006, elle a créé un blog intitulé Memoirs of a Skepchick, en complément du magazine. Finalement, le blog, tout simplement intitulé Skepchick , est devenu le site principal, alors que le magazine Skepchick a été interrompu en juillet 2006. Quatorze autres blogueurs y contribuent régulièrement, y compris un homme.
En 2010, Skepchick s'est associée à la Women Thinking Free Foundation pour organiser une campagne de vaccination avec l'aide de la campagne Hug Me! à la convention Dragon * Con à Atlanta en Géorgie. Le personnel de la santé publique a permis aux membres du public de recevoir gratuitement le vaccin diphtérique, tétanique et poliomyélitique ainsi que des publications éducatives favorisant la vaccination.

## Vie personnelle
Rebecca Watson a grandi dans le New Jersey et a obtenu un Baccalauréat ès sciences en communication de l'Université de Boston en 2002. Tout en étudiant à l'Université de Boston, elle a travaillé comme magicien. Elle dit qu'elle « avait relativement peu d'intérêt pour la science » au cours de ses années d'études secondaires et collégiales, mais qu'elle s'intéressait davantage à la science après avoir été magicienne et avoir rencontré des gens comme James Randi.

## Honneur
Un astéroïde de la ceinture principale extérieure, découvert le 22 mars 2001 par David Healy a été nommé (153289) Rebeccawatson en son honneur.